# Route 335 (Québec)
Pour les articles homonymes, voir Route 335.
La route 335 (R-335) est une route régionale québécoise d'orientation nord / sud située sur la rive nord du fleuve Saint-Laurent. Elle dessert les régions administratives de Montréal, de Laval, des Laurentides et de Lanaudière.

## Tracé
La route 335 débute à Montréal, sur la route 138, à l'angle de la rue Sherbrooke et de la rue Saint-Denis. Elle se termine dans la région de Lanaudière, à Chertsey à l'angle de la route 125.
Elle est la seule route secondaire dont le tracé traverse l'île de Montréal. En fait, elle traverse l'île par les rues Saint-Denis et Lajeunesse (nord) / Berri (sud) avant de devenir le boulevard des Laurentides à Laval, passé le pont Viau. Entre les autoroutes 440 et 640, la route 335 est implantée dans l'emprise de la future A-19.

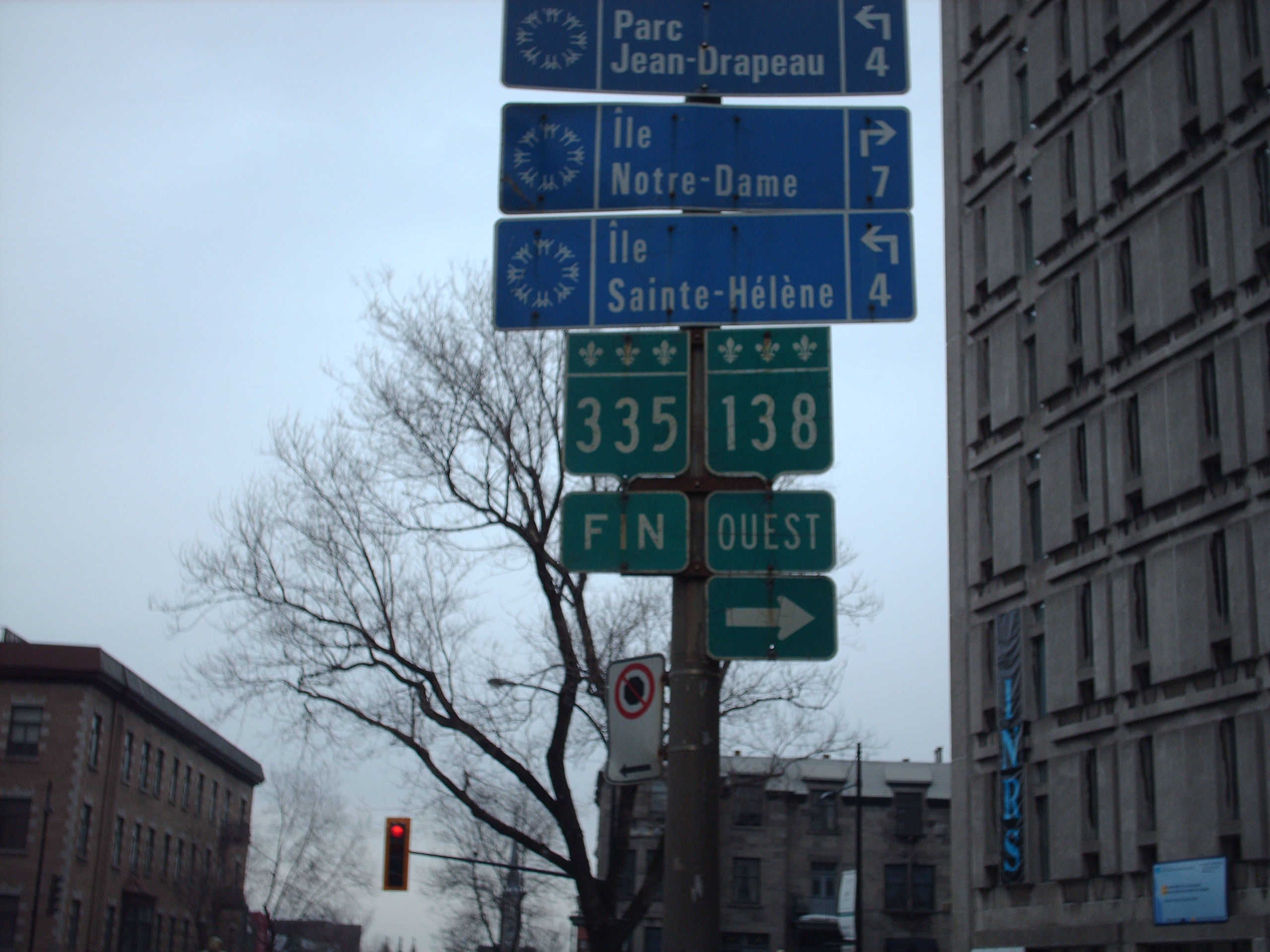
Extrémité sud de la route 335, près du centre-ville de Montréal.
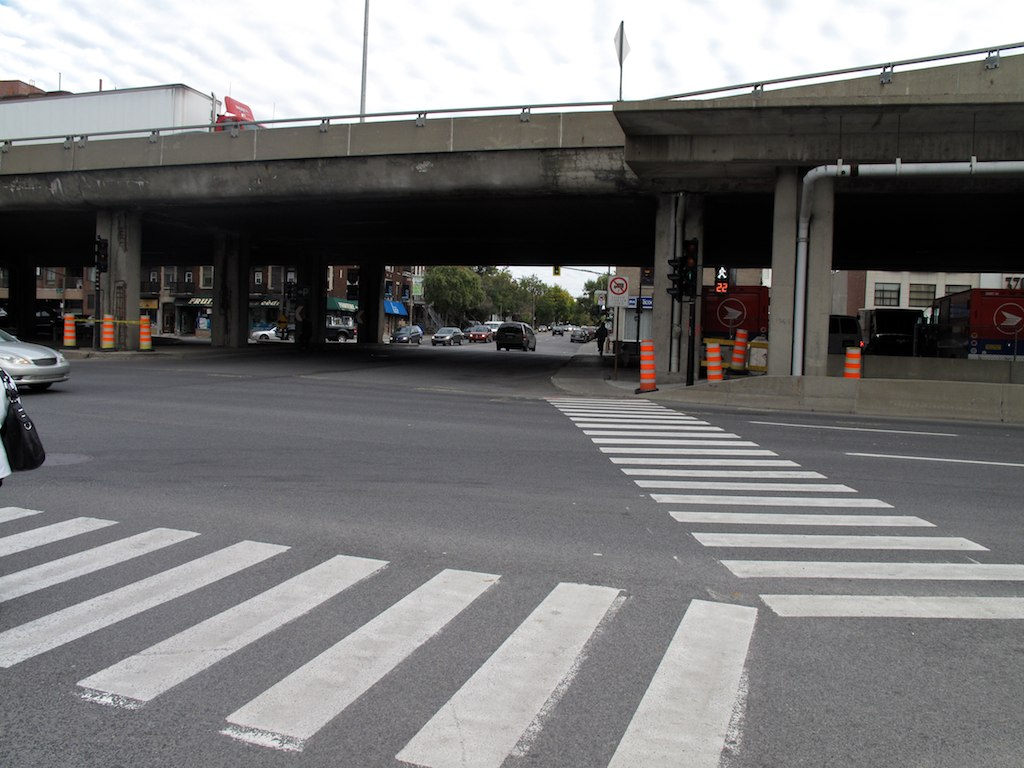
La route 335 sud passe sous l'autoroute Métropolitaine entre les arrondissements Ahuntsic-Cartierville et Villeray–Saint-Michel–Parc-Extension.
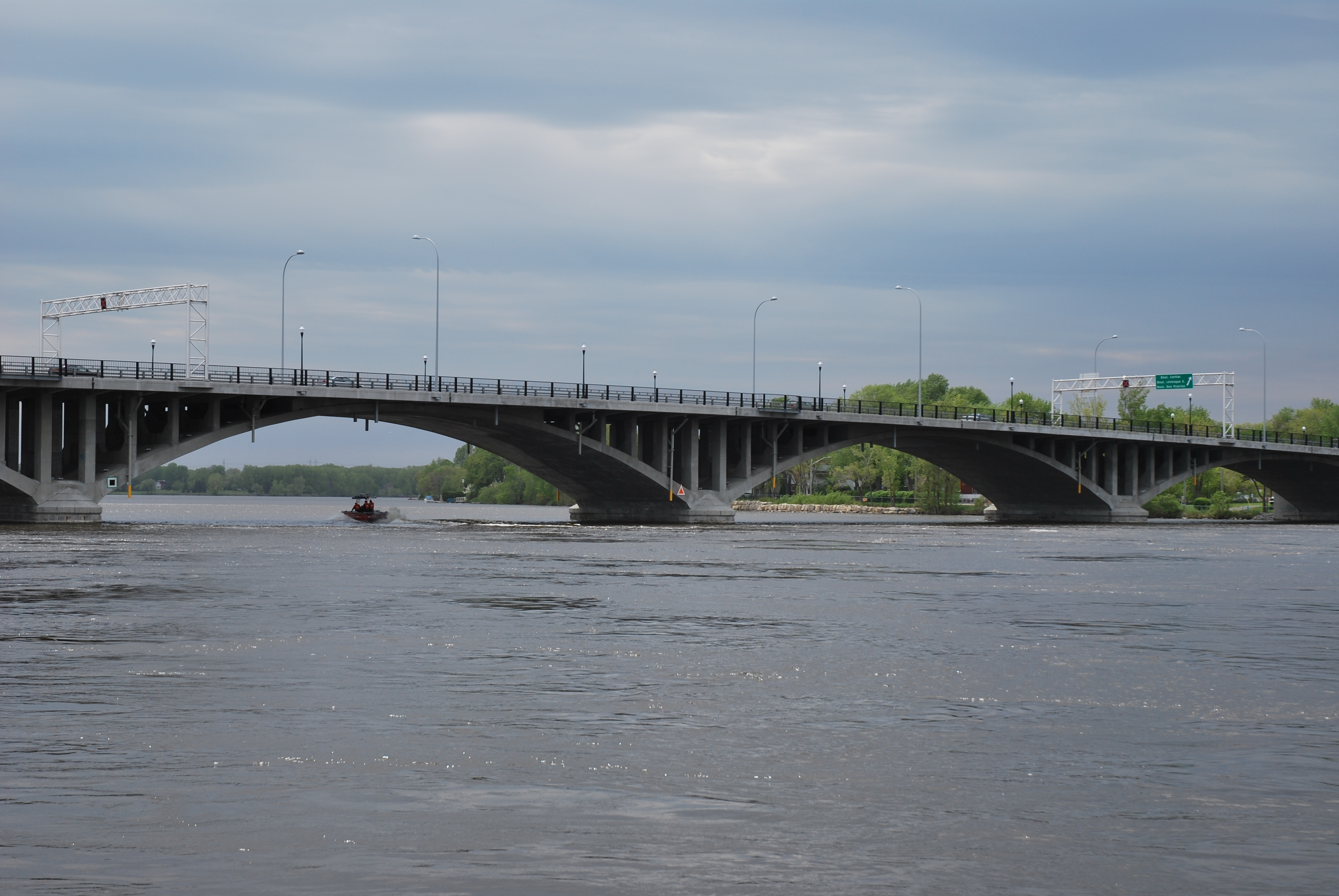
La route 335 traverse la rivière des Prairies via le pont Viau.
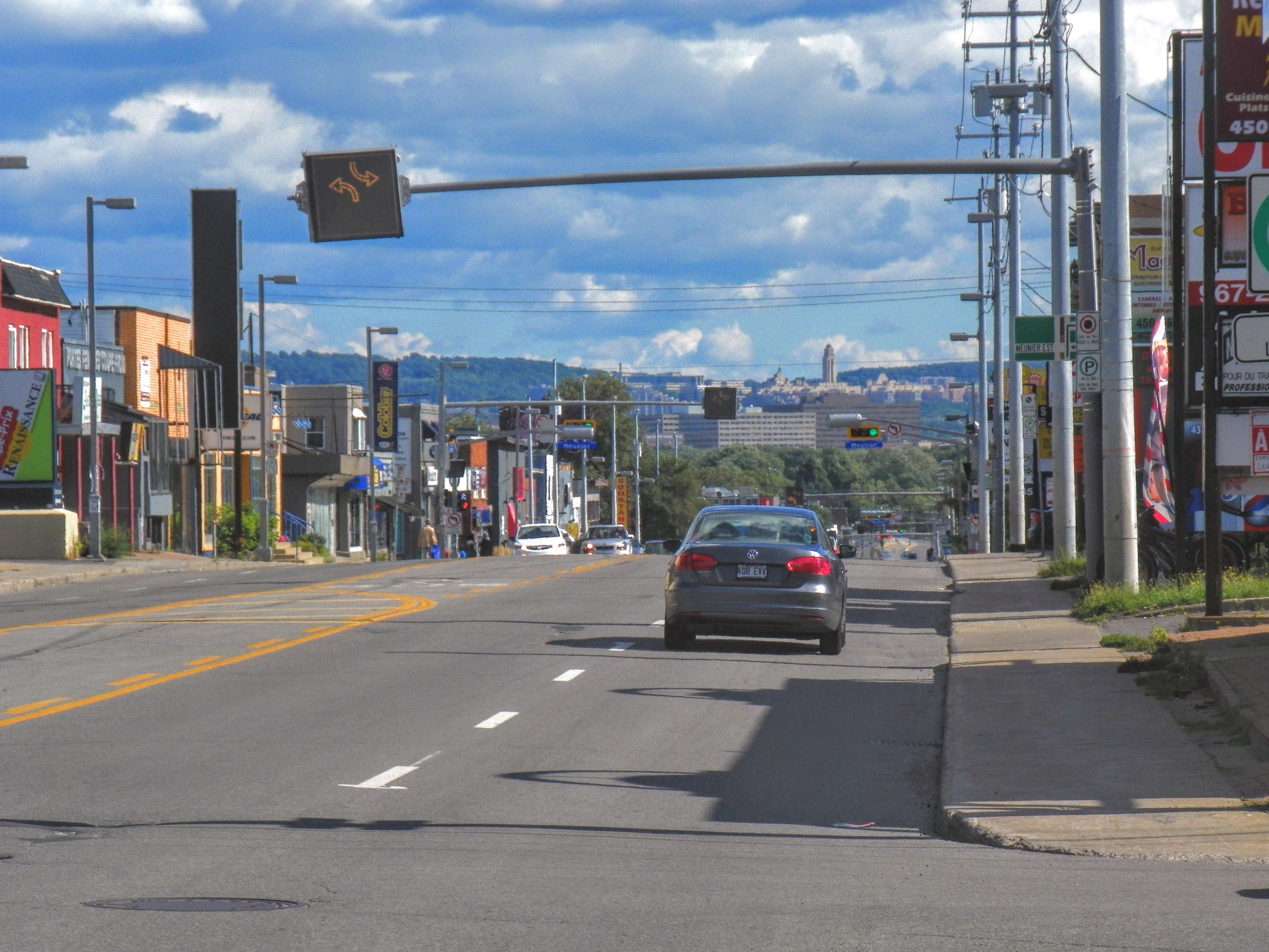
La route 335 emprunte une partie du parcours du boulevard des Laurentides à Laval.

## Localités traversées (du sud au nord)
Liste des municipalités dont le territoire est traversé par la route 335, regroupées par municipalité régionale de comté.

### Montréal
Hors MRC
- Montréal
  - Arrondissement Le Plateau-Mont-Royal
  - Arrondissement Rosemont–La Petite-Patrie
  - Arrondissement Villeray–Saint-Michel–Parc-Extension
  - Arrondissement Ahuntsic-Cartierville

### Laval
Laval
- Laval
  - Quartier Pont-Viau
  - Quartier Chomedey
  - Quartier Vimont
  - Quartier Auteuil

### Laurentides
Thérèse-De Blainville
- Bois-des-Filion

### Lanaudière
Les Moulins
- Terrebonne

### Laurentides
Thérèse-De Blainville
- Blainville
- Sainte-Anne-des-Plaines

### Lanaudière
Les Moulins
- Terrebonne (La Plaine)

Montcalm
- Saint-Lin–Laurentides
- Saint-Calixte

Matawinie
- Chertsey

## Intersections majeures
| MRC                                      | Municipalité                 | km          | Sortie              | Destinations                                                         | Notes |
| ---------------------------------------- | ---------------------------- | ----------- | ------------------- | -------------------------------------------------------------------- | --- |
| Montréal                                 | Montréal                     | 0,00        |                     | R-138 (Rue Sherbrooke)                                               | |
| Montréal                                 | Montréal                     | 6,40        |                     | A-40                                                                 | Accès via le Boulevard Crémazie; sortie 71 (est) et 73 (ouest) de l'A-40; transition vers des rues à sens unique (R-335 nord suit Rue Lajeunesse et R-335 sud suit Rue Berri) |
| Montréal                                 | Montréal                     | 9,50        |                     | Transition vers des rues à sens unique                               | Terminus nord des rues à sens unique; devient le Boulevard des Laurentides |
| Rivière des Prairies                     | Rivière des Prairies         | 9,50–9,90   | Pont Viau           | Pont Viau                                                            | Pont Viau |
| Laval                                    | Laval                        | 14,80       | 25                  | A-440 ouest (Autoroute Jean-Noël-Lavoie) / Boulevard des Laurentides | Terminus sud du multiplex avec l'A-440; sortie 25 de l'A-440 |
| Laval                                    | Laval                        | 15,70       | 25 27               | Boulevard René-Laennec                                               | Indiqué sortie 25 (direction est) et 27 (direction ouest) |
| Laval                                    | Laval                        | 16,80       | 27                  | A-19 sud (Autoroute Papineau) – Montréal                             | Terminus nord du multiplex avec l'A-440; Terminus sud du multiplex avec l'A-19; sortie 27 de l'A-440, sortie 8 de l'A-19                                                      |
| Laval                                    | Laval                        | 16,80       | 8                   | A-440 est (Autoroute Jean-Noël-Lavoie)                               | Terminus nord du multiplex avec l'A-440; Terminus sud du multiplex avec l'A-19; sortie 27 de l'A-440, sortie 8 de l'A-19                                                      |
| Laval                                    | Laval                        | 18,50       |                     | A-19 termine / Boulevard Dagenais Est / Boulevard des Grands-Maîtres | Terminus nord du multiplex avec l'A-19; terminus nord de l'A-19; intersection à niveau; devient Avenue Papineau; futur échangeur                                              |
| Laval                                    | Laval                        | 21,90       |                     | Rue Saint-Saëns Est                                                  | Futur échangeur |
| Laval                                    | Laval                        | 23,70       |                     | Boulevard des Laurentides / Boulevard des Mille-Îles                 | Futur échangeur |
| Rivière des Mille Îles                   | Rivière des Mille Îles       | 24,30–24,60 | Pont Athanase-David | Pont Athanase-David                                                  | Pont Athanase-David |
| Thérèse-De Blainville                    | Bois-des-Filion              | 25,10       |                     | R-344 – Rosemère, Terrebonne                                         | Futur échangeur |
| Thérèse-De Blainville                    | Bois-des-Filion              | 26,00       |                     | A-640 – Saint-Eustache, Repentigny                                   | Sortie 28 de l'A-640; futur terminus nord de l'A-19 |
| Limite Les Moulins–Thérèse-De Blainville | Limite Terrebonne–Blainville | 31,10       |                     | Montée Gagnon / Chemin de la Côte-Saint-Louis                        | La R-335 suit la Montée Gagnon |
| Les Moulins                              | Terrebonne (La Plaine)       | 45,30       |                     | R-337 sud – Terrebonne                                               | Terminus sud du multiplex avec la R-337 |
| Montcalm                                 | Saint-Lin–Laurentides        | 52,10       |                     | R-158 ouest / R-339 sud – Saint-Jérôme, Saint-Roch-de-l'Achigan      | Terminus sud du multiplex avec la R-158; terminus nord de la R‑339 |
| Montcalm                                 | Saint-Lin–Laurentides        | 53,80       |                     | R-158 est – Joliette                                                 | Terminus nord du multiplex avec la R-158 |
| Montcalm                                 | Saint-Lin–Laurentides        | 57,00       |                     | R-337 nord – Sainte-Julienne, Rawdon                                 | Terminus nord du multiplex avec la R-337 |
| Montcalm                                 | Limite Chertsey–Rawdon       | 85,50       |                     | R-125 – Chertsey, Saint-Donat, Sainte-Julienne                       | |
| - Terminus de multiplex - Non-ouvert     |                              |             |                     |                                                                      | |